# Sport Australia Hall of Fame

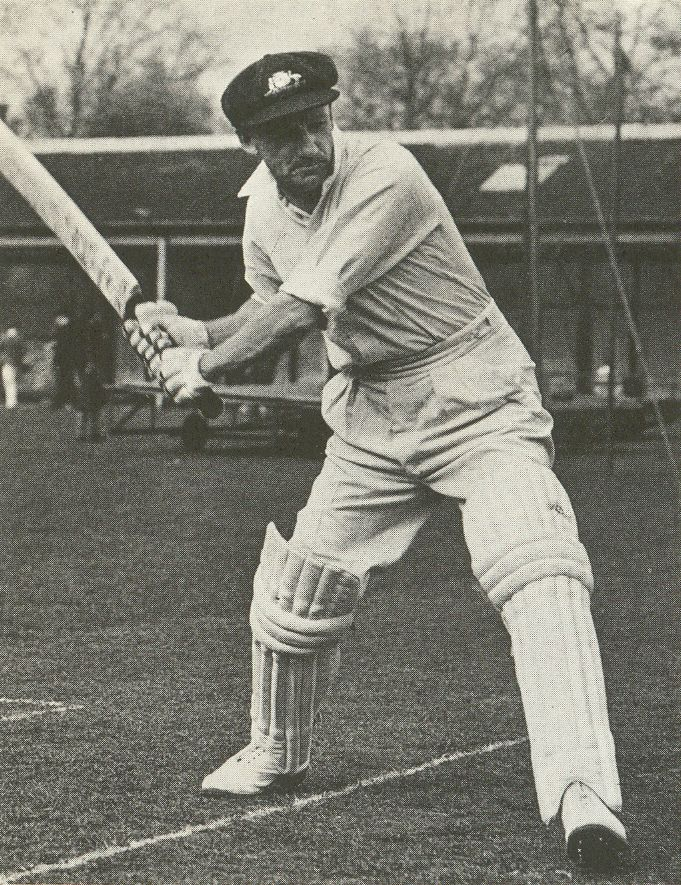
Erster Sportler: Donald Bradman

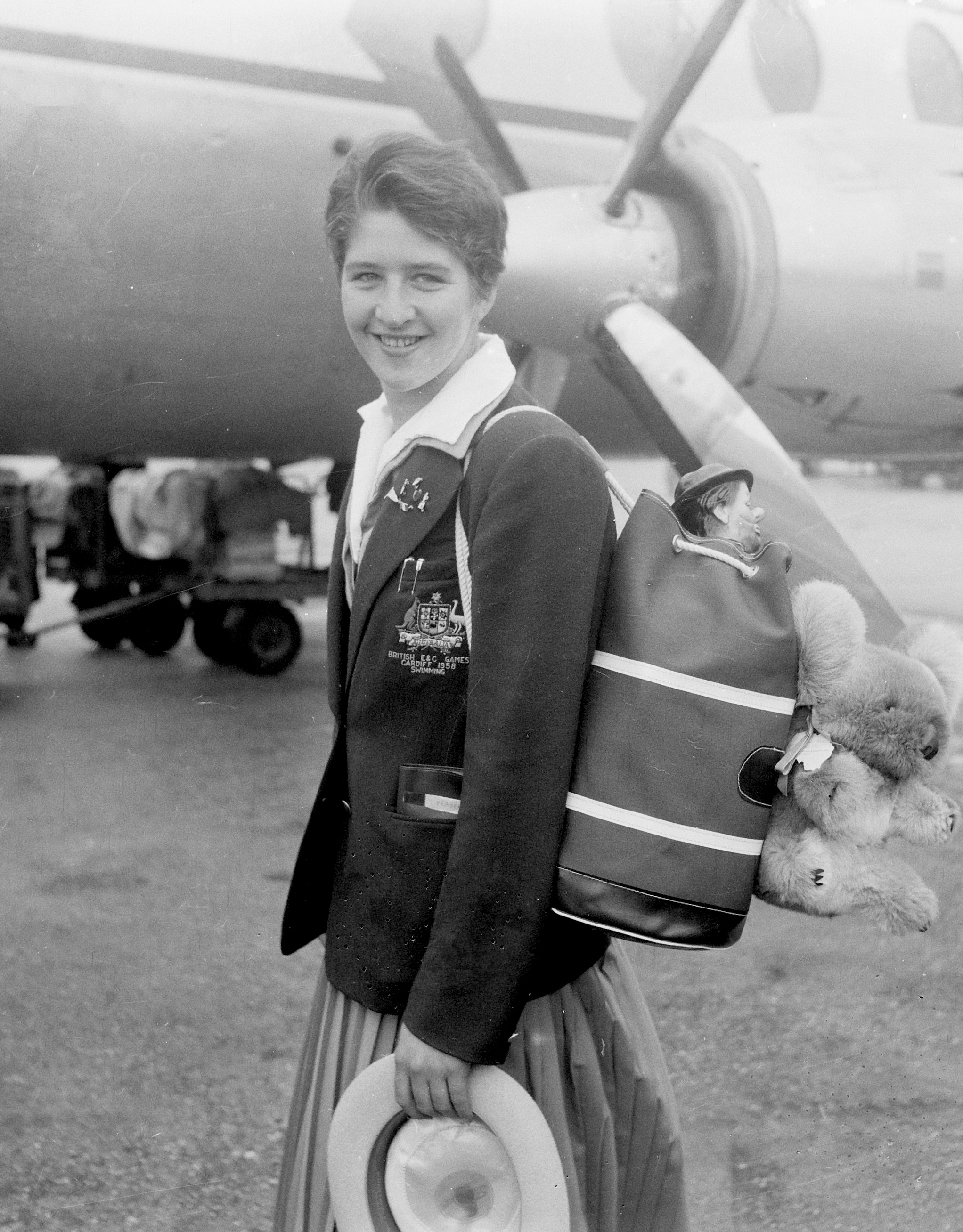
Erste Sportlerin: Dawn Fraser

Die Sport Australia Hall of Fame ist eine Einrichtung, die herausragende australische Sportlerinnen und Sportler ehrt.

## Geschichte
Die Hall of Fame wurde 1985 eröffnet und es wurden 120 Gründungsmitglieder aufgenommen. Der erste Sportler war der Cricket-Spieler Donald Bradman, erste Sportlerin war die Schwimmerin Dawn Fraser. Seit 1989 können auch Trainer, Funktionäre, Sportwissenschaftler und Sportjournalisten in die Hall of Fame berufen werden. Derzeit (Stand Oktober 2024) weist die Hall of Fame 609 Mitglieder auf.
Die Hall of Fame ist Teil des National Sports Museum auf dem Melbourne Cricket Ground.

## Legenden des australischen Sports
Seit 1993 gibt es eine Sonderkategorie Legend of Australian Sport, in die jährlich einzelne Mitglieder der Hall of Fame aufrücken können, deren Karriere seit mindestens 15 Jahren beendet ist. Derzeit (Stand Oktober 2024) sind 51 Personen als Legenden ausgewiesen:
- Ron Barassi (1936–2023), Australian Football
- Layne Beachley (* 1972), Surfing
- Richie Benaud (1930–2015), Cricket
- John Bertrand (* 1946), Segeln
- Raelene Boyle (* 1951), Leichtathletik
- Jack Brabham (1926–2014), Motorsport
- Donald Bradman (1908–2001), Cricket
- Scobie Breasley (1914–2006), Galopprennsport
- Evonne Goolagong Cawley (* 1951), Tennis
- Ron Clarke (1937–2015), Leichtathletik
- Margaret Court (* 1942), Tennis
- Bart Cummings (1927–2015), Trainer im Pferdesport
- Betty Cuthbert (1938–2017), Leichtathletik
- John Eales (* 1970), Rugby Union
- Mark Ella (* 1959), Rugby Union
- Herb Elliott (* 1938), Leichtathletik
- Edwin Flack (1873–1935), Leichtathletik
- Dawn Fraser (* 1937), Schwimmen
- Cathy Freeman (* 1973), Leichtathletik
- Reginald Gasnier (1939–2014), Rugby League
- Shane Gould (* 1956), Schwimmen
- Edgar Gray (1906–1996), Radsport
- Geoff Hunt (* 1947), Squash
- Marjorie Jackson (* 1931), Leichtathletik
- John Landy (1930–2022), Leichtathletik
- Rod Laver (* 1938), Tennis
- Wally Lewis (* 1959), Rugby League
- Dennis Lillee (* 1949), Cricket
- Walter Lindrum (1898–1960), Billard
- Leigh Matthews (* 1952), Australian Football
- Heather McKay (* 1941), Squash
- Keith Miller (1919–2004), Cricket
- Michael Milton (* 1973), Alpiner Skisport
- John Newcombe (* 1944), Tennis
- Greg Norman (* 1955), Golf
- Susie O’Neill (* 1973), Schwimmen
- Hubert Opperman (1904–1996), Radsport
- Vic Patrick (1920–2006), Boxen
- John Raper (1939–2022), Rugby League
- Murray Rose (1939–2012), Schwimmen
- Ken Rosewall (* 1934), Tennis
- Bill Roycroft (1915–2011), Vielseitigkeitsreiten
- Anne Sargeant (* 1957), Netball
- Louise Sauvage (* 1973), Para-Leichtathletik
- Bob Skilton (* 1938), Australian Football
- Shirley Strickland de la Hunty (1925–2004), Leichtathletik
- Jock Sturrock (1915–1997), Segeln
- Peter Thomson (1929–2018), Golf
- Ian Thorpe (* 1982), Schwimmen
- Shane Warne (1969–2022), Cricket
- Ted Whitten (1933–1995), Australian Football

## Awards
Neben den Aufnahmen in die eigentliche Hall of Fame vergibt die Sport Australia Hall of Fame auch weitere Auszeichnungen:

### Dawn Award

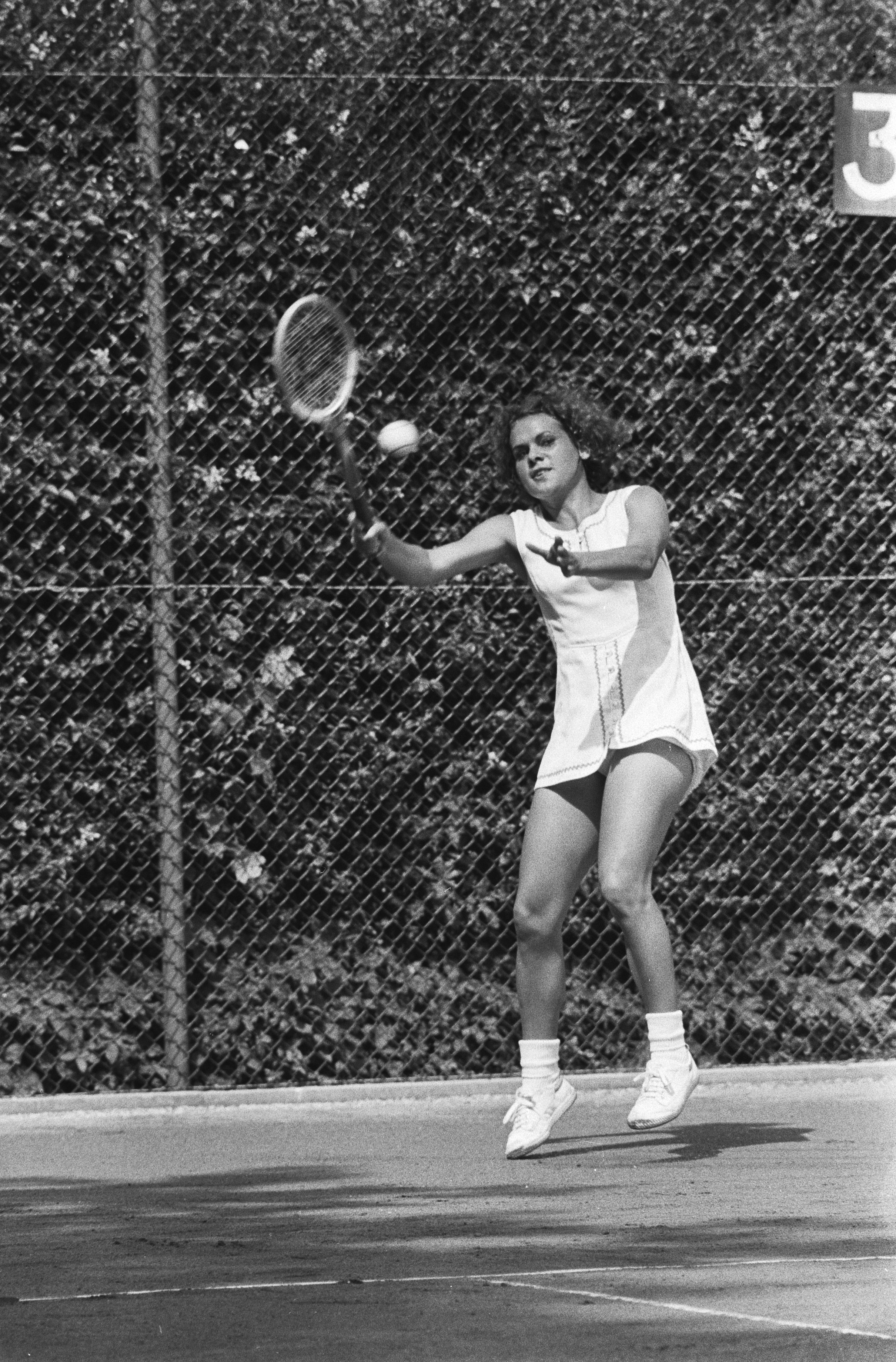
Erste Trägerin des Dawn Award: Evonne Goolagong Cawley

Die nach Dawn Fraser benannte Auszeichnung erhält seit 2021 eine Persönlichkeit, die sich durch besonderen Mut für die Verbesserung der Gesellschaft oder zumindest des Sports eingesetzt haben. 2021 erhielt Evonne Goolagong Cawley die Auszeichnung. 2022 wurde Peter Norman geehrt.

### Don Award
Die Don Award ist nach Donald Bradman benannt. Mit ihr wird jedes Jahr eine Einzelperson oder ein Team geehrt, die sich im vergangenen Jahr besonders hervorgetan haben.

### Moments
Seit 2007 werden große Momente des australischen Sports ausgezeichnet. Neben großen Siegen australischer Athletinnen und Athleten wurde zum Beispiel auch die Vergabe der Olympischen Spiele 2000 an Sydney zu einem großen Moment des australischen Sports gekürt.

### Team Sport Australia Award
Seit 2002 werden besondere Leistungen australischer Mannschaften gewürdigt. Zeitlich umfassen die Würdigungen Sportereignisse von 1868 (Erste Tour eines australischen Cricket-Teams durch England) bis in die 2000er Jahre.

### Spirit of Sport Award
Seit 2005 wurde dieser Preis für Leistungen, die nicht so recht in die anderen Sparten passen, bis Oktober 2024 siebenmal vergeben, darunter dreimal an Pferde.